# Bulbophyllum tetragonum
Bulbophyllum tetragonum är en orkidéart som beskrevs av John Lindley. Bulbophyllum tetragonum ingår i släktet Bulbophyllum och familjen orkidéer. Inga underarter finns listade i Catalogue of Life.